# فرودگاه سن خوانیکو
فرودگاه سن خوانیکو (به انگلیسی: San Juanico Airstrip) یک فرودگاه همگانی است که یک باند فرود خاک دارد و طول باند آن ۱۰۲۱ متر است. این فرودگاه در شهر سن خوانیکو کشور مکزیک قرار دارد و در ارتفاع ۲۱ متری از سطح دریا واقع شده است.